# Ulrich Cruden
Ulrich Edward 'Uli' Cruden (Paramaribo, 6 november 1966) is een Surinaams-Nederlands voormalig voetballer.

## Carrière
Cruden kwam op driejarige leeftijd naar Nederland. Hij werd door Han Berger naar AZ gehaald en ging met Berger mee naar Utrecht. Als spits was hij belangrijk voor Cambuur dat in 1992 voor het eerst naar de eredivisie promoveerde. Bij NEC werd Cruden een cultheld. 
Na zijn professionele loopbaan speelde hij nog bij hoofdklasser De Treffers uit Groesbeek. Hij werkte in een sportwinkel in Nijmegen. Daarnaast was hij trainer van SV Orion en daarna van Quick 1888. Tot medio 2015 was hij jeugdtrainer bij NEC. In het seizoen 2015/16 was Cruden trainer van SV Hatert. Het seizoen erop werd Cruden jeugdcoördinator bij VV Trekvogels uit Nijmegen. Van 2017 tot 2020 trainde hij het nieuwe zaterdagteam van Quick 1888.